# Dina Belenkaia
Dina Belenkaia   (Sant Petersburg, 22 de desembre de 1993) és una jugadora d'escacs, comentarista, streamer de Twitch i youtuber russa que té el títol de Gran Mestra (WGM). Ha estat quatre vegades campiona femenina de Sant Petersburg i ha representat Sant Petersburg al Campionat de Rússia per equips femení i a la Copa d'Europa de clubs d'escacs. Té una puntuació màxima de la FIDE de 2364.

## Trajectòria
Belenkaia va aprendre a jugar als escacs als tres anys amb la seva mare, Asya Kovaliova, que va ser la primera entrenadora d'Anish Giri. Va començar a competir als cinc anys i, quan en tenia 10 anys, va treballar amb Andrey Praslov, un mestre de la FIDE (FM) que era entrenador al mateix club d'escacs que la seva mare.
Els èxits de Belenkaia en competicions d'adults, van començar als 17 anys, amb la seva victòria a la Primera Lliga del Campionat Femení de Rússia el 2011. Va guanyar el títol de Gran Mestra el 2016 després d'assolir les normes en tornejos oberts a França durant tres anys seguits a partir del 2014. Va superar el requisit de puntuació per a les tres normes de WGM i també va obtenir les normes International Master (IM) en cadascun d'aquests tornejos. La millor actuació de Belenkaia al torneig va ser a l'Open International d'Echecs d'Avoine de 2014, on va aconseguir les normes WGM i IM amb una medalla de bronze i una puntuació de rendiment de 2557. Va participar en la Copa del Món d'escacs femenina de 2021, havent-se classificat gràcies al seu resultat al Campionat d'Europa d'escacs individual de 2019. Belenkaia va canviar de federació de Rússia a Israel el març de 2022.
Belenkaia té preferència per jugar 1.e4 (obertura del peó del rei) amb les peces blanques sobre qualsevol altre primer moviment. Amb les peces negres, sovint defensa contra 1.e4 amb la defensa Caro–Kann (1.e4 c6), i contra 1.d4 (obertura del peó de la dama) amb el gambit de la dama acceptat (1.d4 d5 2.c4). dxc4).
Belenkaia i la seva germana Asya tenen canals de Twitch i YouTube anomenats TheBelenkaya d'ençà del 2020. Ha fet de comentarista tant per a esdeveniments en línia com en directe. Va ser comentarista oficial de la Copa del Món de 2021 amb Aleksandr Ximànov, un gran mestre rus. També va realitzar les entrevistes oficials posteriors al Gran Premi de la FIDE 2022.
Belenkaia va participar al Mogul Chessboxing Championship, un esdeveniment d'exhibició de chess boxing el desembre de 2022 organitzat per Ludwig Ahgren amb creadors de contingut competint. Va lluitar contra Andrea Botez en una de les dues úniques partides entre jugadores d'escacs reals.